# دهستان سرداران
سرداران، دهستانی است از توابع بخش مرکزی شهرستان کبودرآهنگ در استان همدان ایران.

## جمعیت
براساس سرشماری سال ۱۳۸۵ جمعیت آن۹٬۷۹۶ نفر (۲٬۳۶۹ خانوار) بوده‌است.